# Planfigur

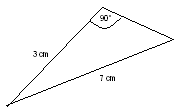
Planfigur

Eine Planfigur oder Planskizze wird oft in der Geometrie verwendet.
Bevor man die eigentliche Figur konstruiert, skizziert man eine Planfigur, damit ersichtlich wird, welche Strecken und Winkel vorliegen. Dabei kann die gezeichnete Figur, die selbst ja noch keine Lösung enthält, das Prinzip der Fragestellung aber deutlich macht, konstruktiv umgesetzt werden. Die Planfigur ist eine nicht maßstabsgetreue Zeichnung der Figur, die konstruiert werden soll.